# Blaenau Ffestiniog
Blaenau Ffestiniog is een plaats in Wales, in het bestuurlijke graafschap en in het ceremoniële behouden graafschap Gwynedd. De plaats is de grootste in de community Ffestiniog, die 4830 inwoners telt.